# Societat

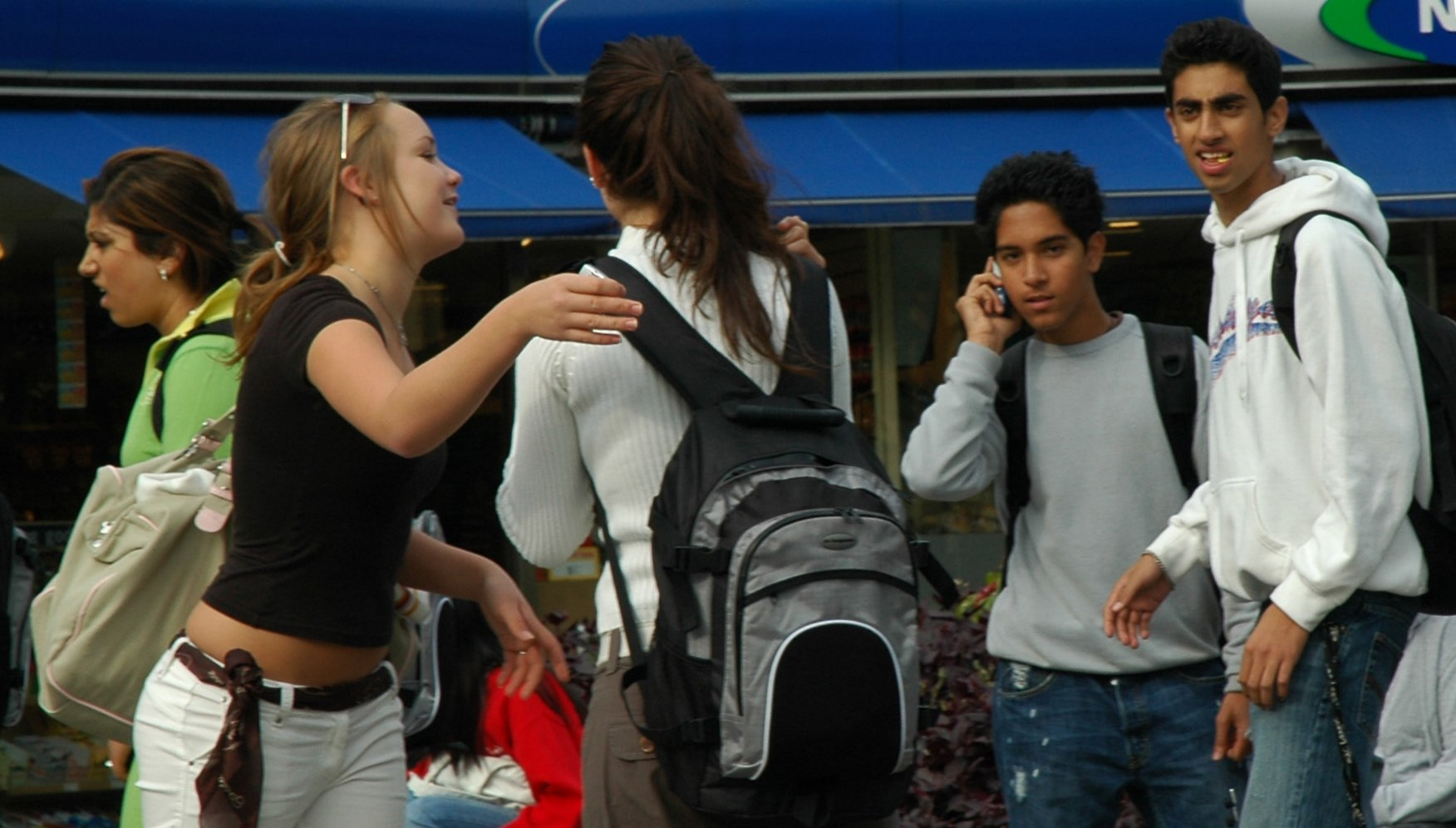
Relacions humanes amb gent de diferents societats ètniques

La societat és el conjunt d'individus que comparteixen fins, conductes i cultura, i que es relacionen interaccionant entre si, cooperativament, per a constituir un grup o una comunitat.
Hi ha societats animals l'estudi del qual el realitza la sociobiologia o l'etologia social, com les societats de formigues o les de primats. Les societats d'humans estudien les anomenades disciplines socials, principalment la sociologia i altres com l'antropologia i l'economia. Modernament, hi ha un interès de la física, des de la perspectiva de sistemes complexos, per l'estudi de fenòmens socials i aquest esforç ha donat lloc a disciplines com la sociofísica i la econofísica.
En un àmbit més especialitzat o parcelat, la societat virtual pot referir als fenòmens que es generen i observen en grups baix interacció en el ciberespai, societats artificials com la d'ordinadors interconnectats o societats de robots, d'autòmats, de criatures digitals, etcètera.[cal citació]

## Etimologia
El terme "societat" deriva de la paraula llatina societas, que al seu torn derivava del substantiu socius ("camarada", "amic", "aliat", amb la forma adjectival socialis), que es feia servir per descriure una relació o interacció entre diverses parts que es comportaven amicablement o com a mínim civilment.

## Societats humanes
En societats humanes, societat també és una entitat poblacional o hàbitat, que considera els habitants i el seu entorn, tot això interrelacionat amb un projecte comú, que els dona una identitat de pertinença. Així mateix, el terme connota un grup amb llaços econòmics, ideològics i polítics i supera al concepte de nació-estat, seria la societat occidental com una societat de nacions, etc.
Aquestes distintes agrupacions no poden ser concepcions abstractes, han de tindre una representació en un mitjà, generalment el territori, i un alt grau d'acció social conjunta, en qualsevol altre cas no poden ser objecte d'una metodologia amb mètodes sociològics per a la seua anàlisi i serien part del coneixement filosòfic, teològic i altres sabers no empírics.
A més dels habitants, l'entorn i el projecte societari, poden incorporar-se altres categories a la definició de societat segons l'especialitat del projecte o del seu grau de desenvolupament, açò serà la tecnologia aconseguida en els mitjans de producció, des d'una societat primitiva amb simple tecnologia especialitzada de caçadors —molt pocs artefactes— fins a una societat moderna amb complexa tecnologia —molts artefactes— pràcticament en totes les especialitats. Aquests estats de civilització inclouran l'estil de vida i el seu nivell de qualitat que, així mateix, serà senzill i de baixa qualitat comparativa en la societat primitiva i complex o sofisticat amb qualitat comparativament alta en la societat industrial. La qualitat de vida comparativament alta és objecte controvèrsia perquè té aspectes subjectius en els termes de com és percebuda pels subjectes.
L'estructura de la societat canvia amb la història. Hom distingeix quatre fases evolutives: les societats caçadores-recol·lectores, on es reparteixen tasques concretes però els rols poden canviar ràpidament; les societats tribals, on apareix el concepte de rang i posició a partir de la divisió del treball; les estratificades i la civilització, que requereix un govern complex i abasta un nombre major de població.

## Aproximacions antropològiques i sociològiques
Dins les ciències socials l'Antropologia, en particular l'Antropologia social, i la Sociologia són dues ciències frontereres. L'Antropologia Social analitza l'home com a individu aïllat o en formes culturals poc complexes, tendeix a promocionar la perspectiva estàtica (els elements de continuïtat cultural dins un grup); en canvi la Sociologia considera els problemes socials (els que es plantegen, per ex., en la família, l'educació, l'oci, el treball, la ciutat, el transport...) com a dinàmica social, com a elements que provoquen canvis en la comprensió del món que comparteix un grup.
La Sociologia apareix com a ciència estricta al segle xix (El primer a emprar el mot Sociologia fou Auguste Comte l'any 1839, que la definí com «l'estudi de les lleis pròpies dels fenòmens socials». Anteriorment es parlava de filosofia política o de filosofia moral). Al segle xviii,amb la Il·lustració i amb la màquina de vapor, el temps històric s'accelera, apareixen nous problemes socials i es fa necessàries eines i instruments que permetin comprendre'ls i avaluar-los, més enllà de la intuïció o de la tradició rebuda.

## El concepte de societat definit pels sociòlegs

### Segons Durkheim
Émile Durkheim distingeix dos tipus de societats, caracteritzades per la solidaritat mecànica o la solidaritat orgànica:
| Societat tradicional                                                                          | Societat moderna (o industrial)                                                                                 |
| --------------------------------------------------------------------------------------------- | --- |
| Solidaritat mecànica                                                                          | Solidaritat orgànica                                                                                            |
| Els membres de la societat són poc especialitzats i poc diferenciables per les seves funcions | Els membres de la societat són especialitzats (divisió del treball social) i són en situació d'interdependència |

| «                                                                                    | En agregant-se, penetrant-se, fusionant-se, les ànimes individuals donen a llum un ésser, psíquic si es vol, però que constitueix una individualitat psíquica d'un gènere nou. | » |
| — Émile Durkheim, Les regles del mètode sociològic, 1895, Capítol V, secció 2, § 18. | |   |

| «                                                                                                  | La societat és als seus membres el que un déu és als seus fidels. | » |
| — Émile Durkheim, Les formes elementals de la vida religiosa, 1912, Capítol VII, Secció III, § II. |                                                                   |   |

### Segons Weber
Max Weber lligarà el concepte de sociació en les característiques indicades per Tönnies.

### Segons Bourdieu
Per a Pierre Bourdieu, la societat no és completament explicable. Hi ha tanmateix dos nivells a diferenciar : el nivell de la pràctica social, en la vida de tots els dies on les regularitats s'interpreten, i el nivell de la teoria de la pràctica, on s'ha d'examinar les relacións de força inconscients de la pràctica social (habitus). El treball de Bourdieu conté així un component crític de la societat.

### Segons Richard Jenkins
El sociòleg Richard Jenkins es planteja qüestions relatives a l'existència de les societats :
1. Com pensen els humans i intercanvien entre ells - el món sensorial no compon més que una fracció de l'esser humà. Per comprendre el món, hem de concebre les interaccions humanes de manera abstracta (és a dir des del punt de vista social),
2. Molts fenòmens no poden estar reduïts al comportament individual - per explicar certs fenòmens, una visió d'alguna cosa «més gran que la suma de les seves parts» és necessària,
3. Les col·lectivitats sobreviuen la majoria del temps tenint en compte la durada de vida dels seus membres.
4. L'estat humà sempre ha significat anar més enllà de l'evidència dels nostres sentits; cada aspecte de les nostres vides és atribuït a la col·lectivitat.[2]

## Evolució de les societats
Durkheim postula un evolucionisme unilineal: totes les societats humanes es desenvolupen pels mateixos estadis que van cap a una complexificació creixent i una racionalitat creixent. Totes les societats tenen el que s'anomena una forma font idèntica. Llavors, les estructures de parentiu, les relacions de treball es complicarien; la racionalització augmentaria i la raó governaria cada vegada més camps socials.
Per la seva part Gerhard Lenski, sociòleg, ha diferenciat societats basades en el seu nivell de tecnologia, de comunicació i d'economia : caçadors i recol·lectors, agrícola, agrícola avançat, industrial. Aquest sistema de classificació conté quatre categories:
- Caçadors-recol·lectors generalment igualitaris,
- Societats tribals en les quals hi ha alguns exemples limitats de rang social i prestigi,
- Estructures estratificades dirigides prop dels caps de clans,
- Civilitzacions, amb jerarquies socials complexes i governs organitzats i institucionals.
- Societat moderna diversificada sobre la qual reposa tots els elements de la societat.

És més o menys el mateix sistema desenvolupat abans pels antropòlegs Morton H. Frit, un teòric del conflicte, i Elman Service, un teòric de la integració, que han produït un sistema de classificació per a societats en totes les cultures humanes basat en l'evolució de la desigualtat social i el paper de l'estat.
Amb el temps, certes cultures han progressat cap a les formes més complexes d'organització i d'autoritat. Aquesta evolució cultural va tenir un efecte profund sobre els models de la comunitat. Les tribus de caçadors-recol·lectors reunides al voltant dels llocs de caça estacionals s'han assentat en pobles agraris. Aquests pobles s'han fet ciutats i les ciutats s'han transformat en ciutats estat i en États-nacions.
Avui en dia, molts antropòlegs i sociòlegs s'oposen a la noció d'evolució cultural i de les «etapes» rígides descrites. De fet, les dades antropològiques han suggerit que la complexitat (civilització, creixement i densitat de població, especialització, etc.) no condueix sempre a una forma d'organització o d'estratificació social jeràrquica.

## Dinàmica i estàtica social
Per tal de poder viure en societat es necessita algun tipus d'organització i de regles més o menys estables ja siguin tàcites (no escrites, pressuposades intrínsecament) o explícites (escrites, negociades i assumides col·lectivament).
Les regles funcionen a dos nivells: permeten que els grups s'obrin a les altres societats i també que es repleguin en la seva identitat. Per això es diu que tota societat té dues dimensions: dinàmica i estàtica: 
- Per una banda en tota societat i molt especialment en les contemporànies hi ha canvis (i per això “dinàmica social”). Podem veure dinàmica social en la tecnologia, en la circulació del coneixement, en les modes, etc.
- Però també hi ha “estàtica social”: en tota societat hi ha continuïtat o substancialitat, perquè cap societat no s'improvisa i totes tenen una història, unes tradicions i costums, una llengua nadiua, etc.

En general la dinàmica social és de caràcter material (producció, consum), mentre l'estàtica social és immaterial (simbòlica). Una societat que no sigui “dinàmica” (que no pugui integrar tecnologies, modes, etc.) es col·lapsaria. Una societat que no tingui “estàtica” no tindria valors a defensar i, en conseqüència, seria irrellevant.
L'estàtica social és tan important com la dinàmica i fins i tot ho és més des del punt de vista emocional. Si podem parlar dels catalans, dels europeus o dels marroquins, reconeixent-los com a societats diferents, no és per la seva dinàmica social, sinó per la seva estàtica que és la que forma la identitat grupal.
El concepte de “dinàmica social” és central en Sociologia: significa que en les societats, qualsevol definició cal entendre-la com un procés i no com quelcom inamovible o etern. Tota regla social inclou algun tipus de norma que fa possible la seva adaptació a nous contextos o la seva transformació.

## Estructura i Funció socials
En Sociologia, el Funcionalisme estructural planteja la idea que les societats són mogudes per estructures i sistemes, que tenen una lògica pròpia independent de les voluntats dels individus que la formen. El funcionalisme descriu els elements mínims de la relació social a través de dos conceptes bàsics: estructura i funció.
Les estructures són sistemes de regles d'un sistema relativament estables i que tendeixen a continuar en el temps, malgrat els canvis legals o polític. Així un exemple d'estructura seria la relació entre empresari i assalariat, que no canvia en profunditat encara que en un moment donat puguin canviar les lleis laborals.
Una estructura presente un mínim de quatre característiques:
- S'articula al voltant d'unes normes interiors que li donen solidesa
- Està formada per un conjunt d'instàncies coordinades entre si (normes i individus) que li permeten actuar a la recerca d'una finalitat determinada.
- Està adaptada a l'ambient en què apareix
- Té alguna forma de transformar-se quan hi ha canvis socials profunds.

En la perspectiva estructuralista, una Estructura està vinculada a una Funció; Per tal de fer alguna cosa en la pràctica (funció) es necessiten sempre eines (estructures) que permetin realitzar-la en el concret.
En les societats complexes hi ha dos tipus de funcions:
- Funcions manifestes: són les conseqüències conscients i previstes de les institucions i els actes socials. Són les funcions que “se saben” i “es fan”. Per exemple dividir un hospital en metges i ATS té la funció manifesta d'assegurar la millor atenció al pacient.
- Funcions latents: són les conseqüències generalment no desitjades ni reconegudes de manera conscient pels participants. Són les que “es fan” però “no ho saben”. Per exemple: la funció latent de dividir la feina entre metges i ATS és mantenir un principi d'autoritat, una jerarquia...

Des del punt de vista funcionalista Talcott Parsons (1902-1979) vincula l'existència d'una societat al fet que en el seu si es donin quatre funcions:
- Adaptació: Adaptació al medi. Tota societat ha d'adaptar-se a un entorn geogràfic, a una alimentació, a unes tecnologies, etc. La societat que no s'adapta, mor.
- Finalitat: Proposició i consecució de finalitats. Tota societat es fa per a alguna cosa: per a col·leccionar segells, per tocar la flauta, per guanyar diners, per repartir-se el poder. La societat que no té una finalitat clara i que no procura que els seus membres assoleixen les finalitats que es proposen, mor.
- Integració: Tota societat ha d'integrar nous membres, siguin joves, forasters, siguin nous practicants d'una religió, etc. La societat que no integra, mor.
- Latència: Integració de patrons i cohesió social. Tota societat té un estil de fer les coses, segons un patró propi, que la fa diferent. Quan una societat perd aquest estil propi i imita una altra, abandonant les seves tradicions, mor.

Aquestes funcions es porten a terme mitjançant un sistema de relacions: 
- Latència: dona origen al sistema cultural. Ens mostra els patrons de conducta d'un grup, les alternatives dins les quals poden optar els membres d'aquell grup, el que s'admet i el que no s'admet a l'hora de definir una personalitat.
- Integració: dona origen al sistema social. Ens mostra quins papers (rols) tenen els individus, com s'introdueixen els joves en els sistemes socials, etc.
- Finalitat: dona origen al sistema de la personalitat. Ens mostra quin tipus de personalitat és escaient per tal d'aconseguir una determinada finalitat. Els estats determinen quin tipus d'accions s'admeten dins la llei i quines es rebutgen globalment, però hi ha patrons de personalitat i de conducta que estan legitimats socialment per tal d'aconseguir una determinada finalitat.
- Adaptació: dona origen al sistema comportamental. El nostre capteniment s'adapta als mitjans i recursos de què hom disposa.

## Grups socials: comunitat i associació
Ferdinand Tönnies (1855-1936),en la seva obra Comunitat i associació (Gemeinschaft und Gesellschaft) de 1887, elabora una concepció dualista de la societat, que apareix sota les formes de comunitat i d'associació, dues formes que no són contradictòries o antitètiques, sinó complementàries.
Les comunitats (Gemeinschaften) són agrupacions basades en relacions afectives, personals, en les quals les relacions socials més rellevants són les del parentiu, la fraternitat, l'amistat, el matrimoni: la raó d'ésser d'aquesta mena de relacions està en elles mateixes. En les comunitats els individus es coneixen personalment, participen mútuament de les seves vides privades, etc. Els membres de la comunitat valoren la seva relació intrínsecament (sovint les relacions provenen de temps antics, són fins i tot anteriors al naixement dels individus i són valuoses per a ells). La família, el petit grup d'amics, la petita agrupació religiosa, etc. són exemples de comunitats.
Per l'altra part, les associacions (Gesellschaften) són organitzades racionalment per a l'obtenció de determinades finalitats: empreses, ministeris,... són agrupacions regides per l'interés i el càlcul racional. Els membres d'una associació valoren la seva relació extrínsecament (pel profit que en treuen) i es coneixen impersonalment, és a dir, en funció del càrrec que ocupen, pel que fan i no per qui són. Un Banc o una empresa qualsevol són associacions.
Les comunitats acostumen a ser petites, i demanen molta lleialtat personal. Les associacions solen ser més àmplies i tenen un límit a la lleialtat en funció de l'interès. En una associació (per ex.: un Banc) hi poden haver incrustats grups comunitaris (per ex.: treballadors que els diumenges es trobin per jugar a futbol, que comparteixin les vacances, etc.) però la finalitat de l'associació no és jugar a futbol, ni anar de vacances. Una societat amb molt sentiment comunitari acostuma a ser tradicionalista i
conservadora, perquè els sentiments mutus triguen molt a canviar, en canvi, una societat amb poc sentiment comunitari (amb poca tendència dels individus a trobar-se, a col·laborar en tasques comunes, amb molta separació de classe, d'ètnia o de religió) té un important perill de disgregació per pèrdua de la seva funció integradora.

## Estratificació social
El terme estratificació social s'empra per descriure les desigualtats que existeixen entre els individus i els grups dins les societats humanes, mútuament relacionats i jerarquitzats de més baixos a més alts. Els individus i grups, segons sigui la seva posició dins l'estructura estratificada, compten amb un accés desigual i diferent a les recompenses. El sistema d'estratificació és el que determina qui rep que i per què a cada societat.
L'estratificació de les societats ha canviat al llarg de la història humana. En les societats primitives, basades en la caça i la recol·lecció, existia molt poca estratificació social, especialment perquè hi havia molt poc que dividir en termes de riquesa o altres recursos. El desenvolupament de l'agricultura va produir un considerable augment de la riquesa material acumulada, i això va provocar molta estratificació. En les societats agrícoles l'estratificació social va prendre forma piramidal, amb un gran nombre de persones situades a la bases i quantitats successivament menors de persones a mesura que s'ascendia vers el vèrtex. Actualment, les societats industrials i postindustrials són extremadament complexes, amb un gran nombre de persones ocupant els extractes mitjà i mitjà-baix (l'anomenada classe mitjana), un nombre de persones lleugerament menor en la base i molt poques persones en els extractes superiors.
Els tipus principals d'estratificació acceptats comunament pels sociòlegs són cinc, i corresponen a les societats en què vigeix l'esclavitud (Grècia i Roma antigues, alguns estats dels EUA als s. xviii i xix, etc.), l'ordre medieval d'estaments, el sistema hindú de castes, la lluita de classes de la teoria marxista i la divisió dels individus i grups segons el seu estatus social.

### Esclavitud
L'esclavitud és una forma extrema de desigualtat en la que uns individus són propietaris d'altres persones. Les condicions legals de la propietat d'esclaus han variat força segons les diferents societats. A vegades s'ha privat als esclaus de gairebé de tots els seus drets (plantacions del sud dels Estats Units), mentre que a altres societats la seva posició era més semblant a la de servents, com ara a l'antiga Grècia on alguns esclaus ocupaven llocs de gran responsabilitats. N'estaven exclosos de les posicions polítiques i de l'exèrcit, però eren acceptats a la major part de la resta d'ocupacions.

### Casta
El sistema de castes és un sistema social en el qual el status personal s'adjudica de per vida. És a dir, en les societats organitzades per castes els diferents extractes són tancats, de manera que els individus han de romandre en l'extracte social en què varen nàixer durant tota la seva vida. Habitualment es produeixen en societats agrícoles que encara no han desenvolupat economies capitalistes industrials.

### Estaments
Els estaments formaven part del feudalisme europeu, però també varen existir en moltes altres civilitzacions tradicionals. Els estaments feudals consistien en extractes amb diferents obligacions i drets d'uns vers els altres. A vegades aquestes diferències estaven establertes per llei. A Europa l'estament més alt estava compost per l'aristocràcia i la noblesa; li seguien els clergues, de menor status però amb alguns privilegis especials. Els anomenats “tercer estat” eren els plebeus: serfs, camperols lliures, mercaders i artesans. A diferència de les castes, entre els estats es permetia certa tolerància pel que fa a la mobilitat i matrimonis mixtes.

### Classe
El concepte de classe social fa referència a un grup d'individus que tenen en comú la mateixa situació o condició social, determinada pel patrimoni familiar o personal, però també per altres factors (com el naixement, professió, riquesa, treball, etc.). El nom sorgeix amb els primers teòrics de la societat dels segles xviii i xix, Adam Smith, David Ricardo, A. de Tocqueville i Karl Marx, i al·ludeix a la situació pròpia de la societat capitalista en què, malgrat la igualtat teòrica de dret, els ciutadans són manifestament, i de fet, desiguals.
La desigualtat pròpia de la societat capitalista es deu, segons Marx, a factors estructurals determinats per les relacions de producció, les quals determinen l'existència de dues classes antagòniques, la burgesia i el proletariat, entre les que s'estableix una lluita de classes, que no ha de cessar, pensa Marx, mentre hi hagi classes.
Max Weber reconeix la importància del factor econòmic en la distinció de les classes, i enumera quatre grups: la classe propietària, l'administrativa i gerencial, els comerciants i negociants i, finalment, els treballadors, però afegeix la influència de l'estatus, és a dir, de l'honor, poder, prestigi i estil de vida, en la configuració de noves classes, pròpiament de subclasses al si de les classes, les quals, no obstant això, formen «grups d'estatus» interclassistes més amplis que les mateixes classes econòmiques. L'estratificació social es deu més a l'estatus que als factors econòmics.
Les classes es diferencien de les formes d'estratificació prèvies de maneres diferents:
1. Els sistemes de classe són fluids. Els límits entre elles no estan mai completament definits. No hi ha restriccions formals al matrimoni entre persones de distintes classes.
2. La classe d'un individu no s'adquireix només per naixement. La mobilitat és molt més freqüent.
3. Les classes depenen de les diferències econòmiques que existeixen entre els grups d'individus i en les desigualtats en la possessió i control dels recursos materials. En els altres sistemes d'estratificació els factors no econòmics, com ara la raça solen ser molt més importants.
4. Els sistemes de classes opera principalment mitjançant connexions impersonals a gran escala. Per exemple, una de les bases fonamentals de les diferències de classe es troba en les desigualtats de salari i de condicions de treball.

## Societats en l'àmbit jurídic i econòmic
En l'àmbit jurídic i econòmic una societat és aquella per la qual dues o més persones s'obliguen a posar en comú diners, béns o indústria amb l'ànim de repartir entre si les guanys. En aquest cas es denomina societat o associació a l'agrupació de persones per a la realització d'activitats privades, generalment comercials. Als seus membres se'ls denomina socis.

### El concepte ampli de societat
El concepte ampli de societat, en contraposició al concepte tradicional, entén que aqueixa posada en comú de béns, aqueixa estructura creada entre dues o més persones, pot no estar destinada essencialment a obtindre un lucre, no sent aquest ànim un element essencial del referit contracte, per tal com hi ha societats que poden respondre a un interès particular diferent del dels seus socis.

### Evolució Jurídica
Entenent el mot societat com: «Agrupació o associació pactada de persones físiques o jurídiques per a portar a terme una activitat econòmica o mercantil determinada.»  segons la definició del Diccionari Jurídic Català aquestes s'han ordenat jurídicament de diverses formes.
El dret romà considerà aquesta figura jurídica com un contracte en virtut del qual dues o més persones s'obligaven recíprocament a reunir coses o activitats pròpies a cadascuna d'elles. Requeria la intencionalitat específica, que rebia el nom de affectio societatis (lligam de societat). Aquesta figura romana és molt lligada a la comunitat de béns i no tenia una personalitat jurídica independent de la de cadascun dels socis que la formaven.
A l'alta edat mitjana el concepte i l'ús jurídic de la societat va desaparèixer i no fou fins al segle xii que es reintroduí. La modalitat més antiga del contracte de societat a Espanya era un tipus de contracte bilateral, com ara la comanda, en el qual hi havia un soci capitalista i un soci gestor, on sovint el soci capitalista n'aportava més que no pas el soci gestor, el qual a vegades no feia cap mena d'aportació. Els guanys es dividien normalment en dues meitats.
En l'àmbit de la ruta comercial de l'Orient (espècies i seda) es va consolidar la societas maris, que era un contracte formalitzat per a un únic viatge i era signat per dues persones, el primer dels socis viatjava a l'Orient, venia les mercaderies que havia comprat en el punt d'origen, comprava nous productes per al viatge de tornada i, quan arribava al lloc de sortida, venia la mercaderia i liquidava el contracte amb el seu associat. Cadascun dels socis recuperava el capital que havia aportat, i els diners sobrers, que eren els beneficis, se’ls repartien a mitges. Aquesta metodologia significava que al capital se li assignava tres quartes parts del guany, mentre que el quart restant s'adjudicava com a remuneració del treball personal i el risc de qui feia el viatge. Aquesta part dels beneficis rebia el nom de quart diner.
A Catalunya en el segle XIII es donen tres tipus de societats : la comanda simple que equivalia a un encàrrec fet a un patró pel comerciant amb la finalitat de vendre la mercaderia d'aquest, beneficiant-se els dos del guany. La citada societas maris, d'un fi comercial concret i la companyia, que mitjançant un contracte per termini fix (amb un màxim de cinc anys) diverses persones que es dedicaven a la mateixa branca del comerç s'unien. La denominació capital social està documentada a mitjan segle xiii, amb el nom català de cabal.
Es pot establir la periodificació del desenvolupament de les societats en el dret:
1. Període de les grans societats (1250-1348). Es produeix una expansió de la institució jurídica. Les institucions privades posen en marxa mesures per a l'estructuració de la societat i de les comunitats mercantils.
Les Ordinacions de la Ribera de Barcelona van regular per primera vegada les comunitats comercials de viatge i les comandes. Aquestes disposicions van ser seguides pel nucli valencià del Llibre del Consolat de Mar, les quals van fer la distinció entre la societat pròpiament dita i la comanda comercial. Això es va traduir en un canvi important de condicions econòmiques i va significar el pas del sistema de gestió personal del vaixell a la gestió comuna, amb mariners assalariats.
A finals del segle xiii i inicis del xiv hi va haver una allau de societats en fallida, la qual cosa va contribuir a configurar el règim jurídic d'aquesta figura tal com és coneguda avui. Aquest fet va ser provocat per la imposició de la responsabilitat il·limitada i solidària dels socis pels deutes socials, que va donar lloc a la configuració externa de la societat col·lectiva. De la mateixa manera, en el dret particular dels Països Catalans es va reforçar la responsabilitat jurídica dels canviadors amb el sistema del tapit.
Al començament del segle xiv, ja és habitual trobar en la documentació la implantació plurilocal de les societats d'una manera més o menys permanent. Les societats terrestres descentralitzades són l'antecedent immediat de les grans societats mercantils modernes.
2. Període de popularització del contracte de societat (1348-1400). Es produeixen principalment dos fenòmens d'importància. D'una banda, la reducció de les xifres del capital social i, de l'altra, la difusió del contracte de societat en sectors econòmics que no són comercials ni marítims.
El 1370, per exemple, es coneix l'existència d'una societat constituïda per un prevere i un batxiller en arts per a fundar una escola de lletres. Anys més tard, les societats industrials i de serveis es convertirien en la modalitat més habitual de la figura jurídica. De tota manera, cal remarcar que la difusió progressiva en sectors que no eren mercantils va arribar a les cotes més altes en el període següent.
3. Període mercantilista (a partir del 1401). El període es caracteritza per l'extensió de les societats, que en un principi només eren objecte del comerç, a tota la societat de l'època. Des del principi de l'alta edat mitjana, el comerç i la professió mercantil no gaudien del favor doctrinal. Progressivament, l'activitat d'aquests va anar sent acceptada per l'Església, la doctrina i la població en general, de manera que a partir de finals del segle xiv van sovintejar les declaracions d'utilitat pública de la professió mercantil.
A partir del 1401, tant les societats dedicades a l'armament de vaixells com tota la resta, encara que no fossin societats comercials, es van sotmetre al consolat de mar, circumstància que es pot equiparar al mercantilisme econòmic. A més, ja és possible trobar en el comerç terrestre totes les modalitats de les societats comercials, artesanes i industrials.
En el comerç marítim, l'empresa armadora ja havia consolidat el sistema de gestió en comú, en el qual el patró assumia tota la gestió amb mariners assalariats, de manera que els parçoners esdevenien simples titulars de parts ideals i no tenien cap mena d'intervenció en la gestió comercial.
A l'edat moderna, l'ús de la figura jurídica de la societat es va normalitzar, tant en l'àmbit mercantil com en altres sectors de la població.
- Notes

1. ↑   societas maris és inicialment una denominació genovesa. A Venècia aquest tipus es denominà collegantia.[10]

## Societat de la informació
És un estadi de desenvolupament social que es caracteritza per la capacitat dels seus membres (ciutadans, empreses i administracions públiques) per a obtenir, compartir i processar qualsevol informació per mitjà de telemàtics instantanis, des de qualsevol lloc en la forma que es preferisca.(Comissió Societat Informació. 2003,5)
Les característiques d'aquest tipus de societat són les següents:
- Ser una societat globalitzada
- Gira entorn de les tecnologies de la Informació i Comunicació (TIC)
- Aparició de nous sectors laborals
- Excés d'informació
- "Aprendre a aprendre"
- Arriba a tots els sectors de la societat
- Bretxa digital
- Nou tipus d'intel·ligència
- Velocitat de canvi